# Diplonevra brincki
Diplonevra brincki är en tvåvingeart som beskrevs av Rudolf Beyer 1959. Diplonevra brincki ingår i släktet Diplonevra och familjen puckelflugor. Inga underarter finns listade i Catalogue of Life.